# Nematopodius pallidicornis
Nematopodius pallidicornis är en stekelart som först beskrevs av Joseph Augustine Cushman 1932.  Nematopodius pallidicornis ingår i släktet Nematopodius och familjen brokparasitsteklar. Inga underarter finns listade i Catalogue of Life.